# Сербський Володимир Петрович
Сербський Володимир Петрович (14(26) лютого 1858, м. Богородськ, тепер м. Ногінськ — 23 березня (5 квітня) 1917, Москва) — російський психіатр, один із засновників судової психіатрії в Російській імперії.

## Біографія
Навчався в  другій Московській гімназії.
Закінчив 1880 фізико-математичний, а 1883 — медичний факультети Московського університету.
Став одним з учнів С. С. Корсакова.
У червні 1903 став директором психіатричної клініки і екстраординарним професором Московського університету. Кафедру психіатрії університету очолював до 1911 року, коли на знак протесту проти реакційної політики міністра освіти Л. А. Кассо, вийшов у відставку. В цьому ж році на Першому з'їзді російських психіатрів і невропатологів виступив з промовою проти урядової політики придушення прав і свобод, що спричинило закриття з'їзду.

## Вшанування
- Його іменем названо Федеральний медичний дослідний центр психіатрії і наркології імені В. П. Сербського